# Wojciech Piekarski (zm. po 12 marca 1573)
Wojciech Piekarski herbu Rola (zm. po 12 marca 1573) – skarbnik łęczycki w latach 1540–1573.
Poseł na sejm warszawski 1556/1557 roku, sejm lubelski 1566 roku, sejm lubelski 1569 roku, sejm 1572 roku z województwa łęczyckiego.